# Hasanlu
Teppe Hasanlu est un site archéologique situé dans la province d'Azerbaïdjan occidental, au sud du lac d'Ourmia, en Iran. Le site a livré une occupation s'étendant sur plusieurs millénaires, allant du Néolithique à la période antique, à partir du VIe millénaire av. J.-C..

## Historique des fouilles

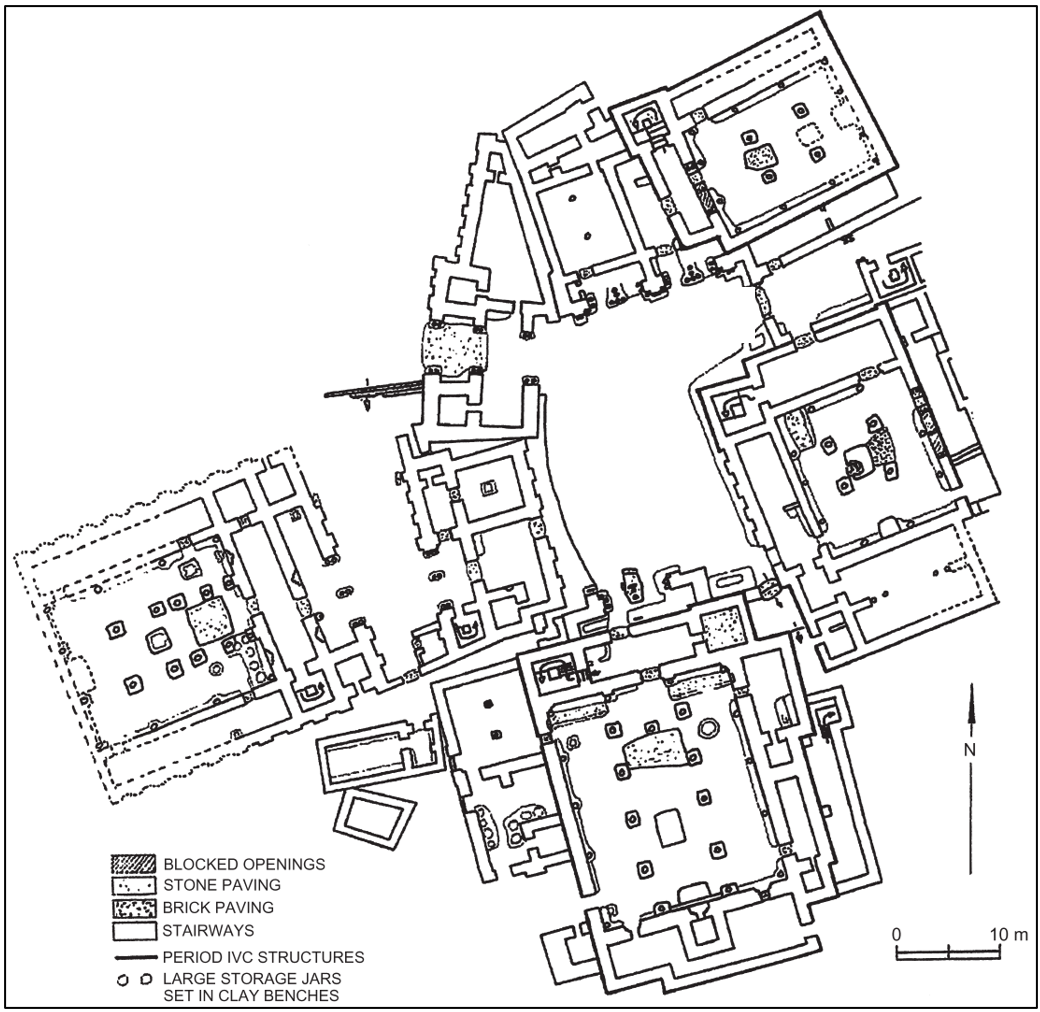
Plan du site de la Citadelle (en anglais).

Le site a été fouillé clandestinement en 1934, puis par Aurel Stein et d'autres qui ont trouvé des objets datables entre 2200 et 800 av. J.-C. Hasanlu a été fouillé ensuite par le Service iranien des antiquités (1947-1949) et par une équipe américaine de 1957 à 1974, sous la direction de Robert H. Dyson.

## Description
Le site consiste en deux tells superposés, l'un extérieur de 600 mètres de diamètre sur 8 mètres de hauteur, l'autre qui le surmonte en son centre, de 200 mètres de diamètre sur 25 mètres de hauteur supplémentaire.

## Stratigraphie
Il existe dix niveaux archéologiques, numérotés de X à I, allant du Néolithique (Hasanlu X) pour le plus ancien, en passant par l'Âge du bronze moyen (Hasanlu VI), le Bronze récent (Hasanlu V), l'Âge du fer (Hasanlu IV et III), et enfin Hasanlu II et I, de l'invasion des armées d'Alexandre le Grand aux premiers sites post-islamiques (IVe siècle av. J.-C. - XIVe siècle). 
Les couches supérieures (Hasanlu IVb) contiennent des cendres qui témoignent d'un important incendie qui aurait ravagé la ville vers 800 av. J.-C. Dans celles-ci ont été trouvés près de 250 squelettes humains.
Chaque couche est subdivisée en plusieurs strates notées par une lettre (a, b, c, etc.).

## Principaux artéfacts

### Objets conservés au musée national d'Iran
Le Musée national d'Iran (anciennement Musée archéologique de Téhéran) conserve de nombreuses pièces trouvées sur le site.
L'un des artéfacts les plus notoires est le vase d'or de Hasanlu, trouvé en 1958 par une équipe de l'université de Pennsylvanie menée par Robert Dyson, durant une campagne financée par Hagop Kevorkian (décor en métal repoussé, h. 20,6 cm x l. 28 cm, 945 gr., IXe siècle av. J.-C.),,,,
. On a trouvé aussi une plaque de fer décorée d'un cheval ailé (phalère) de profil du Xe siècle av. J.-C.
Le Musée national d'Iran possède de l'époque Hasanlu VI un vase cannelé à trépied (en forme de sabots fendus de bovin) en céramique grise, servant sans doute à bouillir du kêf, ou vin chaud. Nombre de céramiques des niveaux Hasanlu VI et Hasanlu IVa sont de même facture que celles trouvées au bord du Khabour et au sud de l'Anatolie (1800 - 1200 av. J.-C.).
Le Musée national d'Iran conserve également :
- Support en bronze à trois pieds se terminant en pied humain, hauteur 7 cm x largeur 7,5 cm[10]
- Lion en bronze formant le manche d'une tige en fer, IXe – VIIIe siècle av. J.-C., h. 5 cm x l. 14,5 cm[11]
- Mors brisé torsadé en bronze, IXe – VIIIe siècle av. J.-C., long. 19 cm[12]
- Gobelet en argent incrusté d'or : registre supérieur avec scènes de bataille, registre inférieur avec une scène de chasse ; fleurs de lotus décorant le bas et la lèvre. IXe siècle av. J.-C., h. 17 cm x diamètre 10 cm[13],[14].

### Objets conservés au Louvre
Le musée du Louvre possède plusieurs pièces de ce site, parmi lesquelles :
- Vase en terre cuite grise, IXe – VIIIe siècle av. J.-C.[15].

## Illustrations

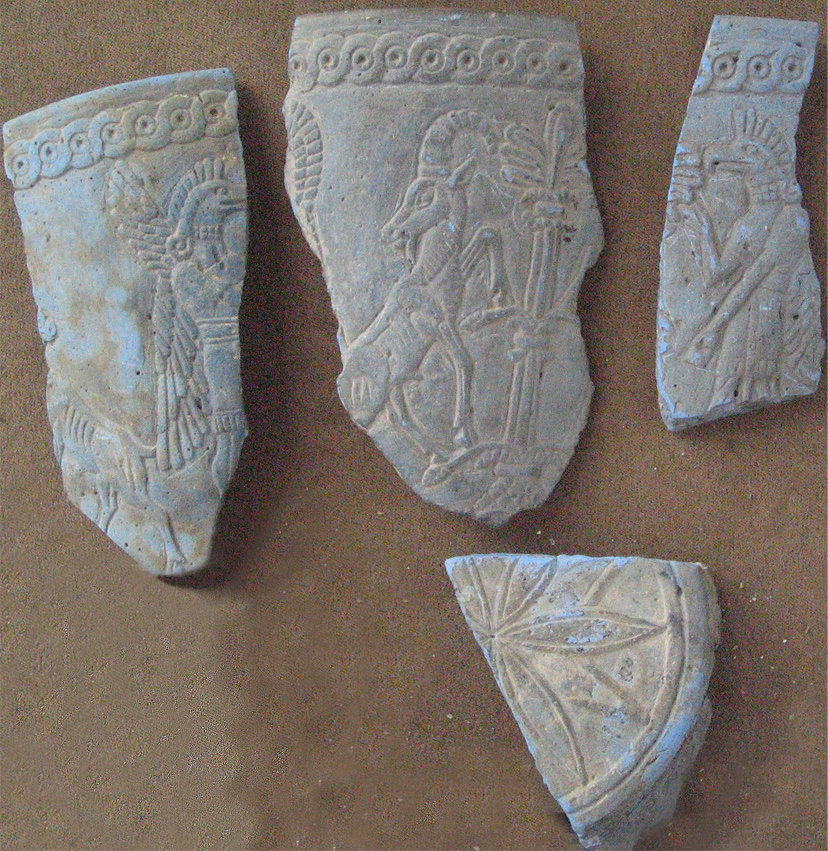
Lapis-lazuli, Hasanlu, Ier millénaire av. J.-C., Musée national d'Iran
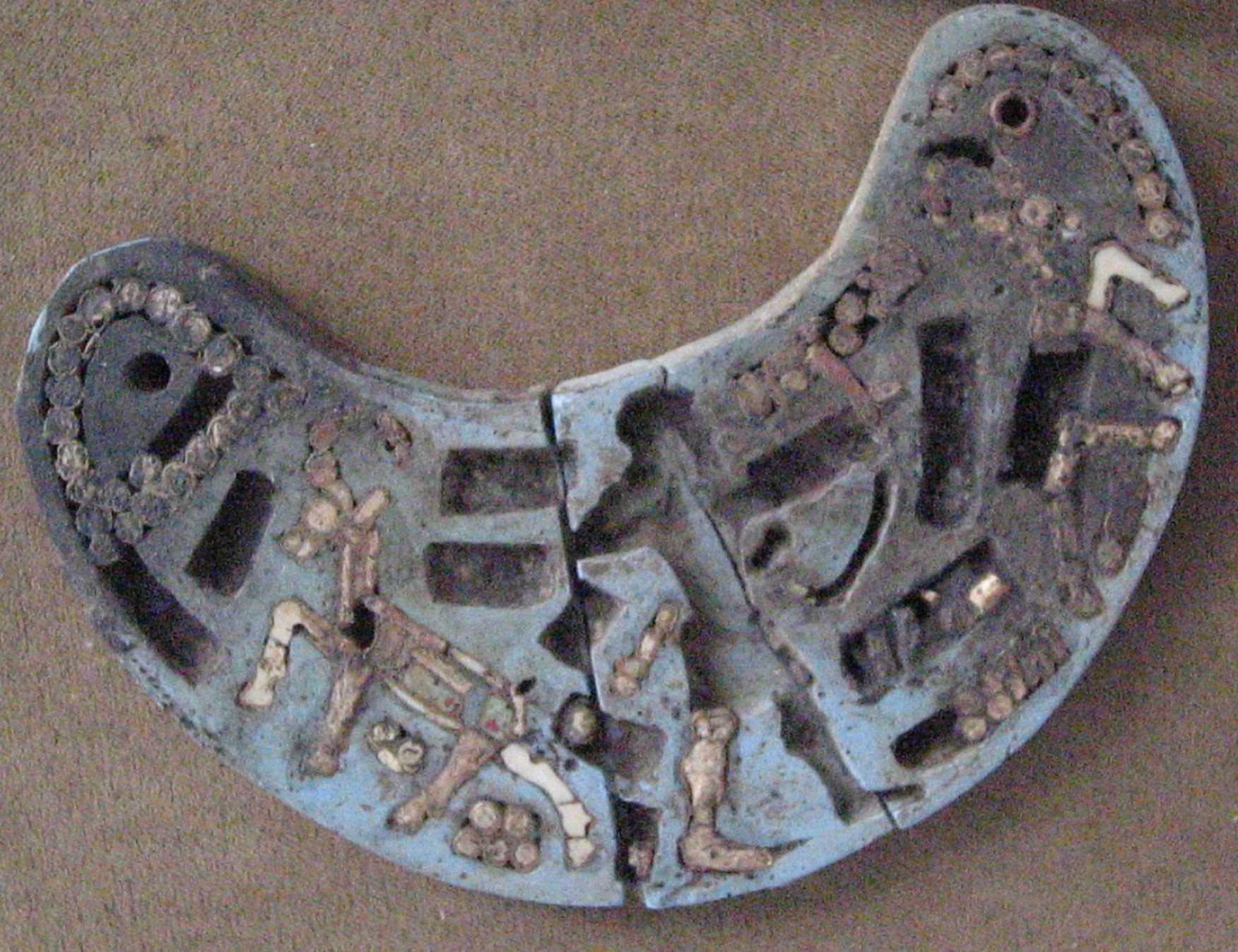
Plaque en forme de croissant, Hasanlu, début du Ier millénaire av. J.-C., Musée national d'Iran
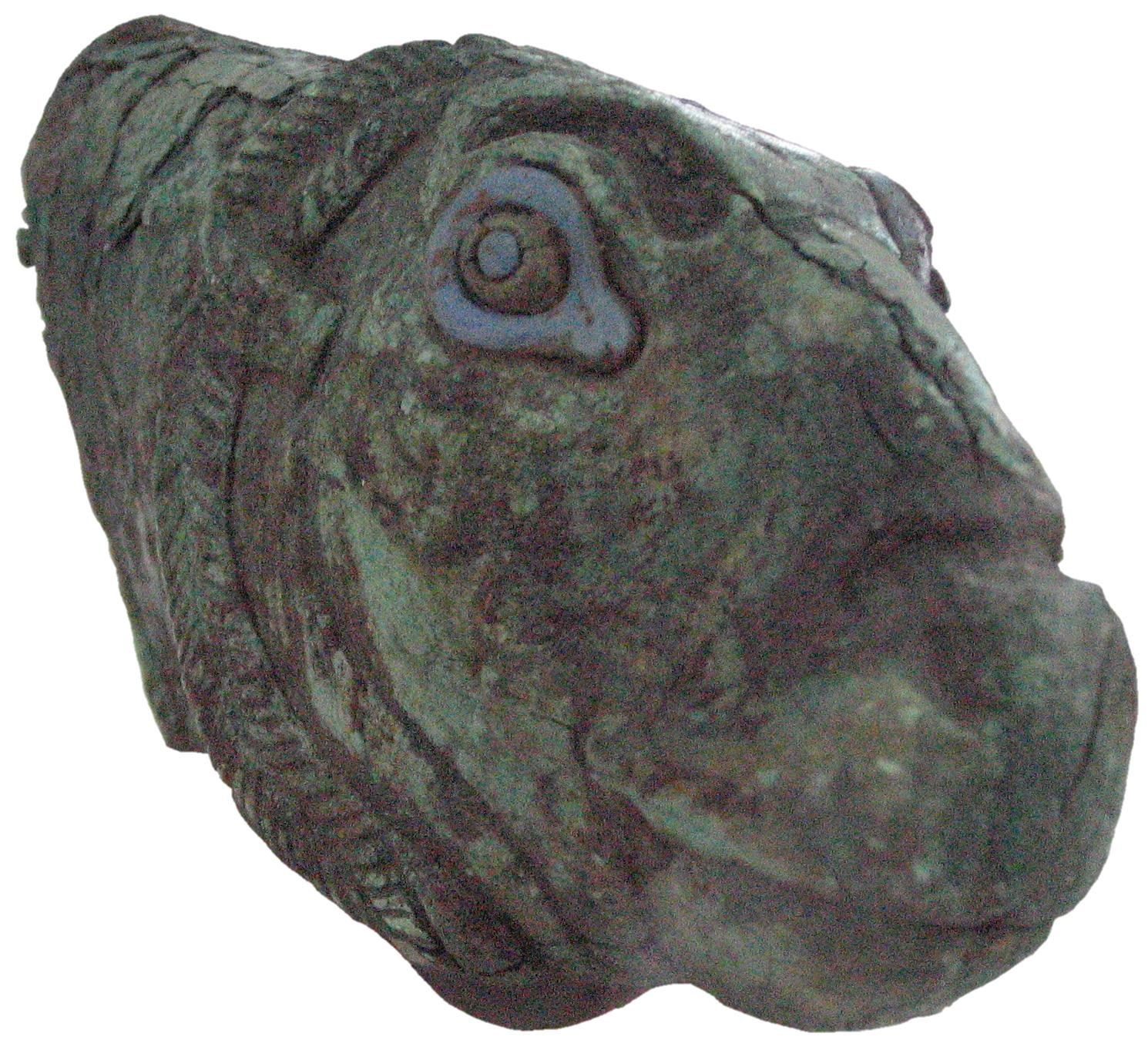
Coupe à boire en cuivre de forme animale, Hasanlu, Ier millénaire av. J.-C., Musée national d'Iran
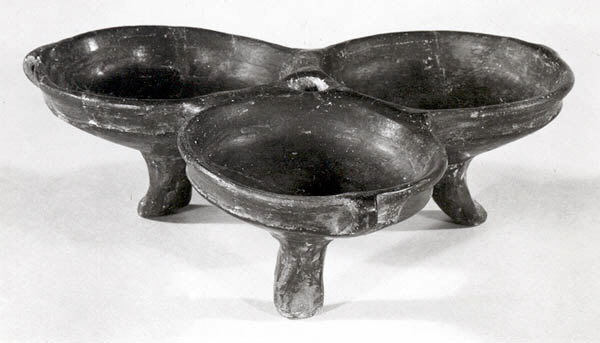
Vaisselle tripartite à trépied
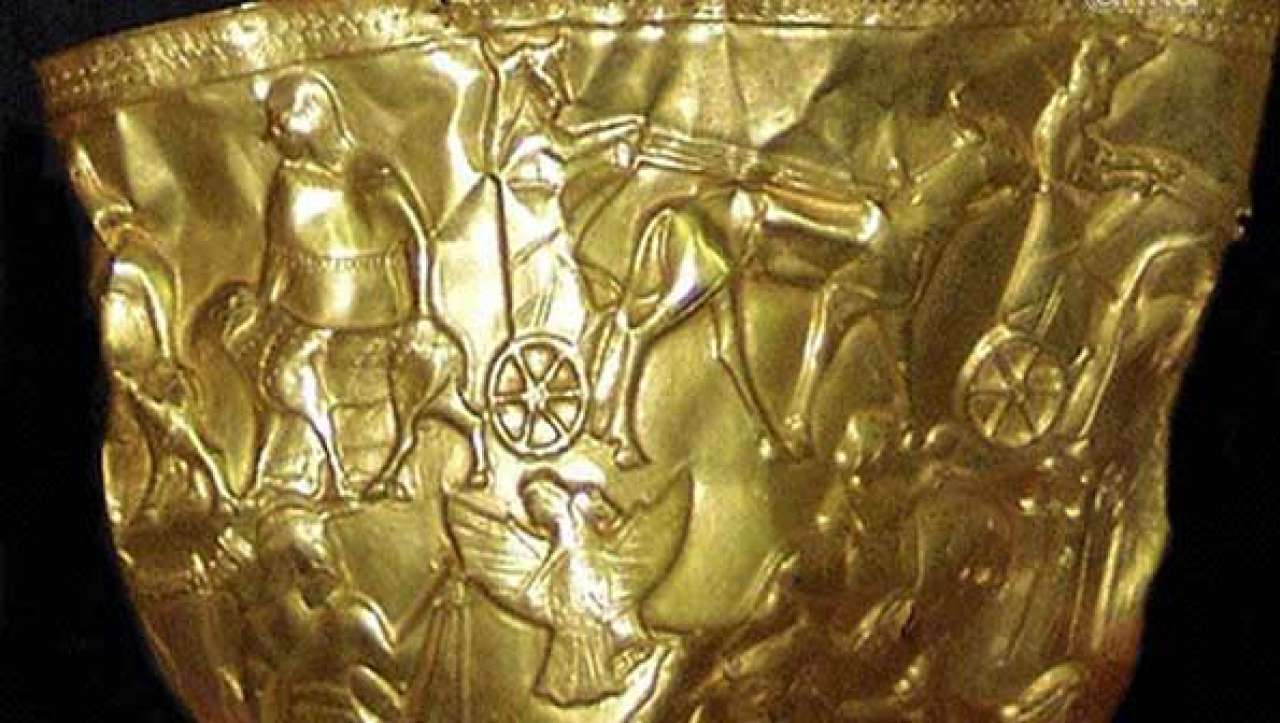
Coupe en or d'Hasanlu
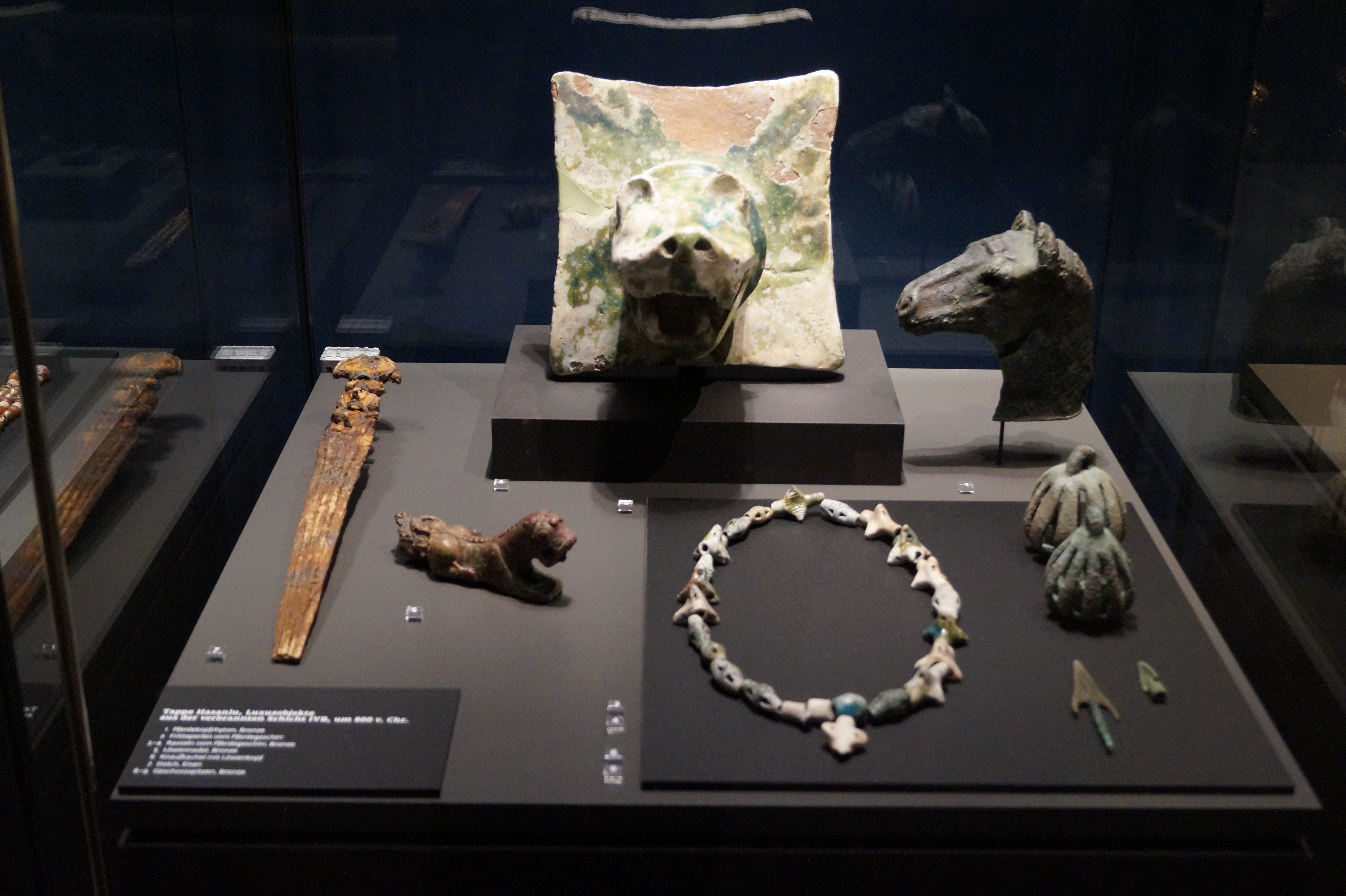
Objets de luxe, vers 800 av. J.-C.
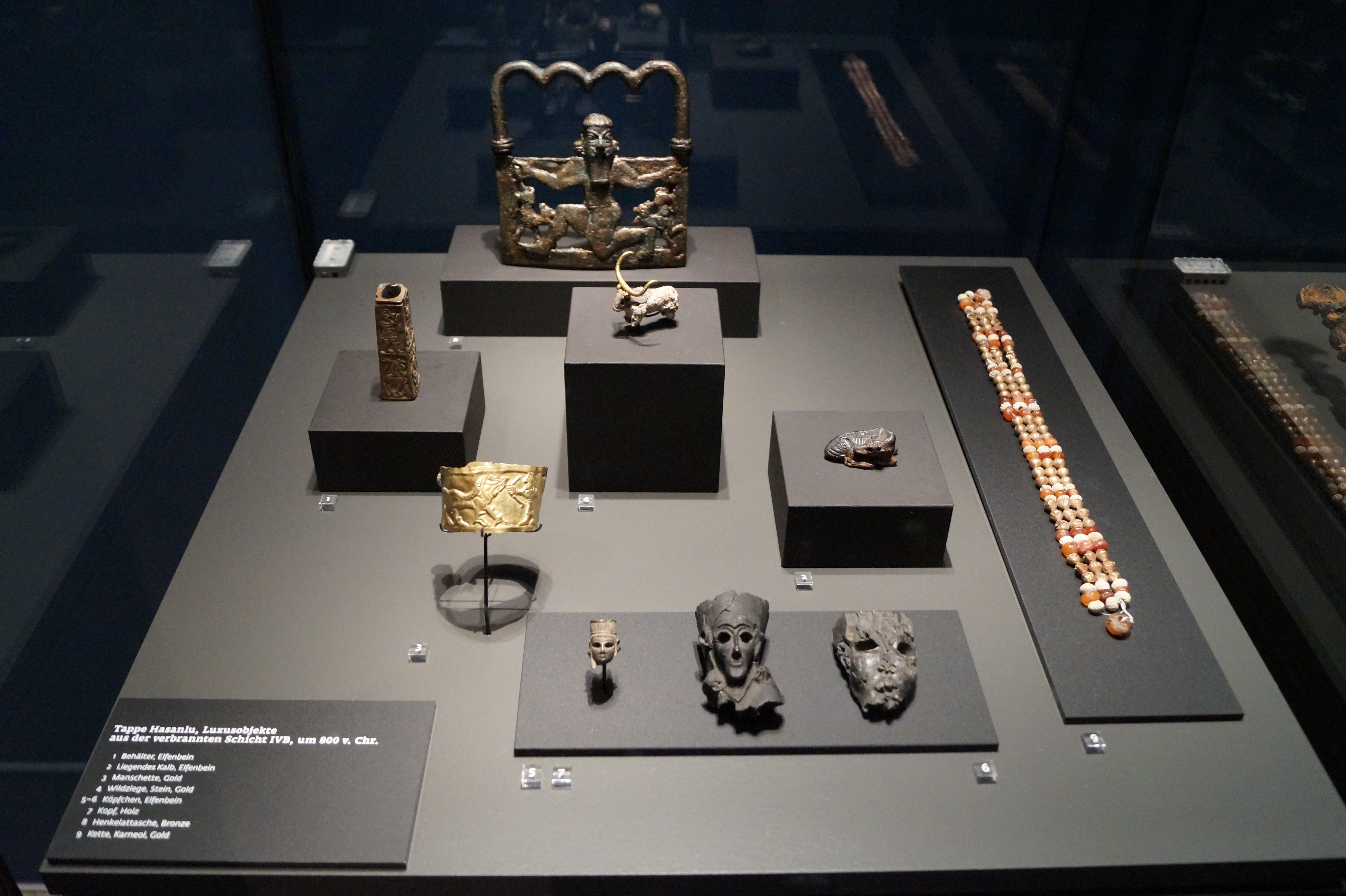
Objets de luxe, vers 800 av. J.-C.

## Génétique
Les habitants de Hasanlu VI (1700 - 1400 av. J.-C.) étaient pasteurs et proches génétiquement de ceux de Hasanlu IVa (1300 - 1000 av. J.-C.) qui construisirent la citadelle.
Les études de paléogénétique montrent que la population de l'Âge du bronze du site de Hasanlu possède une certaine proportion d'ascendance de chasseurs-cueilleurs de l'Est de l'Europe (EHG) bien que moins élevée que les anciens individus d'Arménie. Cette population est également reliée à celle d'Arménie par la présence de l'haplogroupe R1b-M12149 du chromosome-Y, issu de la culture Yamna située dans la steppe pontique. Elle est également distincte des populations d'Asie centrale et du sud qui devaient parler des langues indo-iraniennes et dont l'haplogroupe du chromosome Y dominant est R1a-Z93, tout comme la population actuelle d'Iran.
Ces résultats suggèrent que les anciens individus de Hasanlu parlaient possiblement une langue arménienne et non pas indo-iranienne.